# Mury obronne w Szprotawie

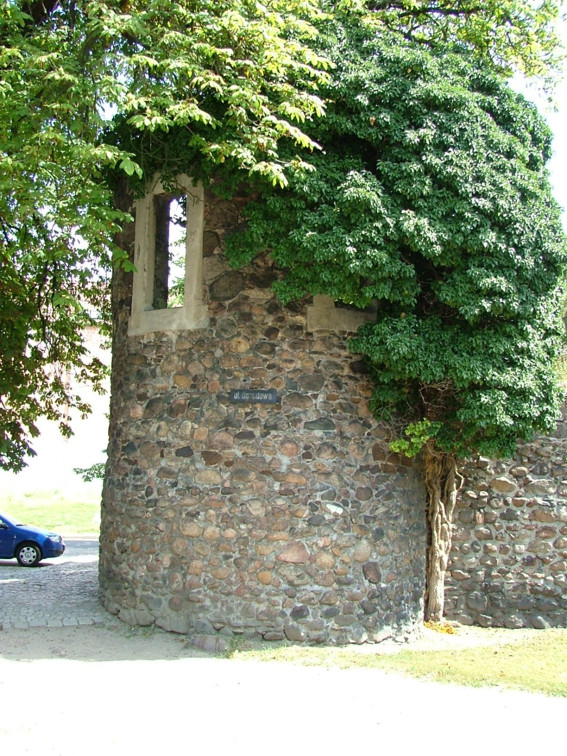
Zachowana Baszta Zachodnia

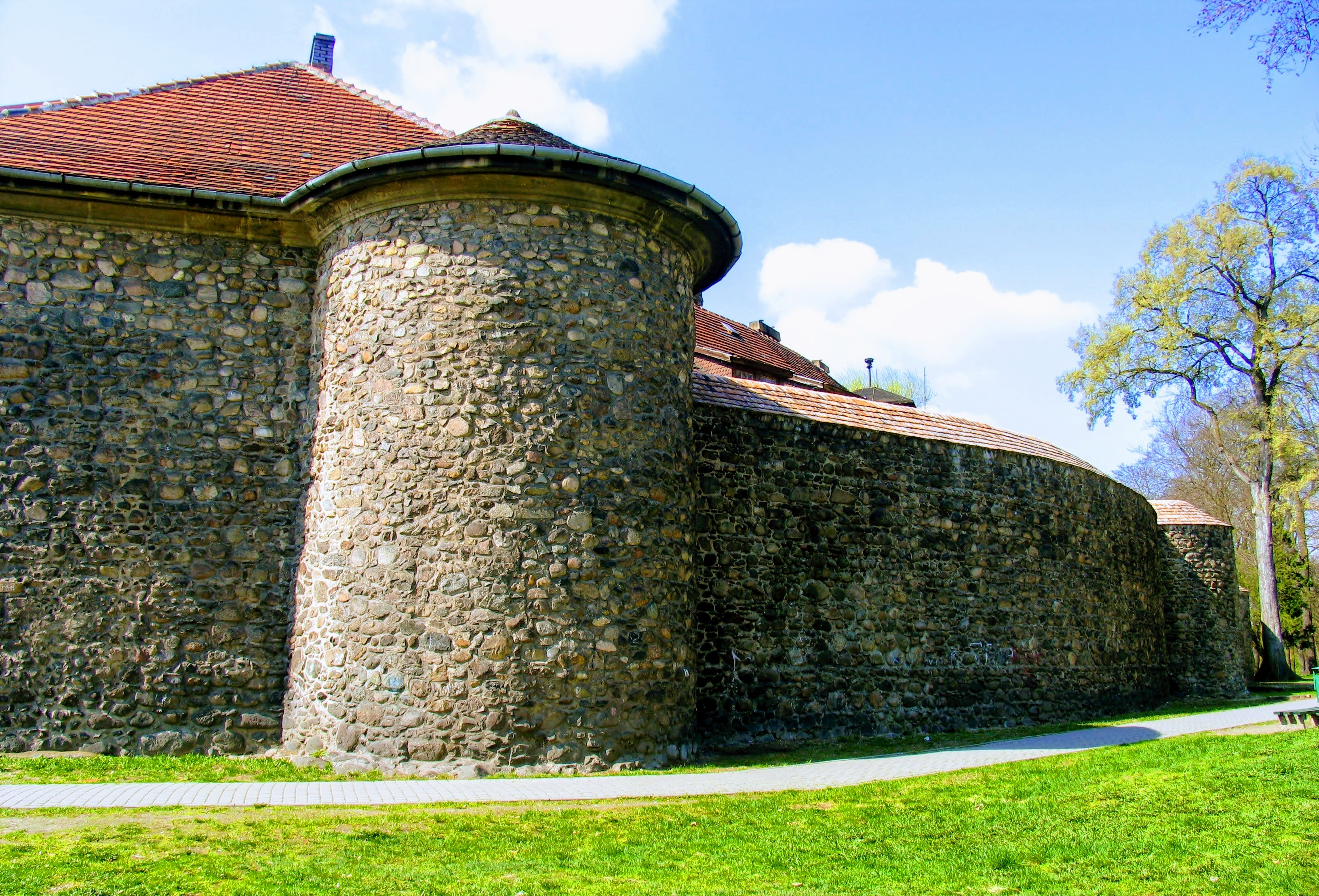
Mury obronne Szprotawy z bastejami w ciągu północnym

Mury obronne w Szprotawie - system kamiennych zewnętrznych umocnień miejskich, początkowo ziemno-drewnianych, powstały w średniowieczu. W linię murów wkomponowane były Brama Żagańska i Głogowska, szprotawski zamek, furty oraz różnego rodzaju i wielkości basteje. 
Po raz pierwszy wzmiankowane w roku 1440. Według Felixa Matuszkiewicza istniały już w XIV wieku, kiedy wspomniane zostały miejskie bramy. Broniły Szprotawy m.in. w 1488 roku przed najazdem węgierskim.
Grube na 120 cm i wysokie na ponad 8 m mury wzniesiono z układanego warstwami kamienia polnego, spajanego zaprawą wapienną. W 2. poł. XVI w. przebudowano ich fragmenty, czego konsekwencją było powstanie kolejnych baszt. Odtąd ich liczba wzrosła do 25.
Średnica wewn. dwóch bastei przy ul. Ogrodowej wynosi 220 cm każda, natomiast długość zewn. baszty (Weichhaus) to ok. 470-490 cm. Opiekowały się nimi i obsadzały na okoliczność działań obronnych miejscowe cechy. 
W latach 1719–1725 magistrat sprzedał baszty mieszczanom. W XIX wieku większość murów została zburzona. W niektórych przypadkach do pozostałych fragmentów przybudowano domy. Obecnie można wyróżnić 3 zachowane odcinki: północny, zachodni i południowo-zachodni.
Na przedpolu murów znajdowała się fosa miejska oblewana wodami rzeki Szprotawa. Niegdyś sięgała ona blisko murów, współcześnie oddając miejsca Parkowi Goepperta.

## Literatura
- Felix Matuszkiewicz, Geschichte der Stadt Sprottau, 1908
- Maciej Boryna, Tajemnice Szprotawy i okolic, 2001 (ISBN 83-913508-1-9)
- Maciej Boryna, Tajemnice militarne Szprotawy, 2006